# P.V. Sindhu
Pusarla Venkata Sindhu (født 5. juli 1995) er en indisk professionel badmintonspiller.
Hun vandt olympisk sølv i kvindernes single i forbindelse med de olympiske badmintonturneringer 2016 i Rio de Janeiro. Hun vandt ligeledes bronze, under Sommer-OL 2020 i Tokyo, efter sejr over kinesiske He Bingjiao i bronzekampen.